# Strike Witches
 (juin 2017).
Si vous disposez d'ouvrages ou d'articles de référence ou si vous connaissez des sites web de qualité traitant du thème abordé ici, merci de compléter l'article en donnant les références utiles à sa vérifiabilité et en les liant à la section « Notes et références ».
 (juillet 2022).
Strike Witches (ストライクウィッチーズ, Sutoraiku Witchīzu) est un projet multimédia japonais créé à l'origine par Humikane Shimada. La franchise a été adaptée en plusieurs séries de light novel, manga et anime et jeux vidéo. L'univers où se déroule toutes ses histoires est nommé World Witches. Un premier OAV est sorti le 1er janvier 2007. il présente rapidement l'univers et les personnages. La série tourne autour d'adolescentes dotés de pouvoirs magiques qui utilisent des machines attachées à leurs jambes, forme moderne des balais volants, pour faire des combats aériens.
La série animée a ensuite été diffusée entre juillet et septembre 2008. Une deuxième saison a été diffusée entre juillet et septembre 2010. Une adaptation cinématographique est sortie le 17 mars 2012 et une série d' OVA en trois parties est sortie entre septembre 2014 et mai 2015. Une troisième saison a commencé en octobre 2020.
Une première série dérivée intitulée Brave Witches a été diffusée entre octobre et décembre 2016, elle est disponible au niveau mondial sur Crunchyroll. Une seconde série dérivée intitulée Luminous Witches (連盟空軍航空魔法音楽隊ルミナスウィッチーズ, Renmei Kūgun Kōkū Mahō Ongakutai Luminous Witches) a été diffusée en juillet 2022.
La série a été également intégralement licenciée aux États-Unis.

## Histoire
Situé dans un monde semblable à celui de la Terre dans le milieu du XXe siècle, Strike Witches raconte l'histoire d'une lutte pour la sauvegarde du monde, contre un dangereux ennemi nommé les Neuroi. Celui-ci a entamé une invasion d'une ampleur sans précédent sur les territoires de l'Europe, en 1939.
Cette force ennemie énigmatique est apparue fréquemment et sans préavis, de nombreuses fois à travers le monde et à travers l'Histoire. Les armes des Neurois utilisent la diffusion d'un miasme corrosif : non seulement les humains normaux n'ont aucune défense contre ce miasme, mais le reste des terres touchées par celui-ci est utilisé par les Neurois comme nouvelle arme ; comme ce miasme semble incapable de se propager à travers de grandes étendues d'eau, celles-ci furent désignées comme domaines pour les principales lignes de défense.
Pour protéger le monde de cette menace, les forces alliées furent obligées d'établir une nouvelle stratégie, car aucune arme conventionnelle n'arrivait à vaincre une de ces entités. C'est ainsi que naquirent les Strike Witches. Les jeunes femmes ayant un potentiel magique élevé, plus communément appelées Sorcières (Witches), furent recrutées dans les forces armées du monde entier pour lutter contre cet énigmatique adversaire. Afin d'exploiter au maximum leur potentiel lors des batailles, chaque membre d'un escadron de Sorcières utilise une machine unique fixée sur ses jambes : l'Unité Striker (Striker Unit). En effet, grâce à cet appareil, les Sorcières acquièrent la capacité de voler et leur potentiel magique est exploité de sorte qu'il leur donne la force d'utiliser des armes beaucoup trop lourdes et puissantes pour une personne normale ; elles peuvent également, grâce à cette unité, créer un bouclier pour se protéger des miasmes des Neurois, mais également des armes à projectiles classiques.
Tout cela fait d'elles le premier atout de l'humanité dans cette guerre. C'est en particulier le cas de la 501e « Joint Fighter Wing », un escadron d'élite assigné à la protection de plusieurs régions au cours de leurs missions. C'est sur cet escadron que l'anime se centre.

## Contexte
La série Strike Witches, comme ses séries dérivées, se déroulent dans un univers alternatif, dans lequel les deux guerres mondiales n'ont pas eu lieu, remplacées par l'attaque de la Terre par les Neuroi. Les pays apparaissant dans le monde de World Witches sont inspirés des pays du monde du début du XXe siècle :
- L' Empire de Fusō est inspiré de l'empire du Japon de l'ère Showa
- L' Empire du Karlsland est inspiré de l'Empire allemand
- Le Commonwealth de Britannia est inspiré du Royaume-Uni
- La Gallia est inspiré de la France
- Le Duché de Romagne est inspiré du royaume d'Italie , mais n'occupant qu'une partie de la péninsule correspondants aux royaumes de Sardaigne et de Sicile
- La Duché de Venizia occupe le reste de la péninsule correspondant au royaume de Vénétie-Lombardie
- L' Ostmark est inspiré de l'Autriche-Hongrie
- Le Suomus est inspiré de la Finlande
- L' Empire d'Orussia est assimilé à l' Empire russe
- Le Batland regroupe les pays de l'union de Kalmar
- Le Libérion est inspiré des États-Unis

## Personnages

### 501st Joint Fighter Wing - "Strike Witches"
Défense de Britannia et reconquête de Gallia, puis du Karlsland.
Yoshika Miyafuji (宮藤 芳佳)
Originaire de Fuso, elle a le grade de sergent. Elle possède des dons de guérison, et elle est aussi capable de générer des boucliers extrêmement résistants. Son père est l’inventeur des Striker Units.
Mio Sakamoto (坂本 美緒)
Originaire de Fuso, elle a le grade de chef d'escadron. Elle possède un œil capable de voir le noyau des Neuroi. Elle se bat avec un Katana.
Minna-Dietlinde Wilcke (ミーナ・ディートリンデ・ヴィルケ)
Originaire du Karlsland, elle est le commandant de l'unité.
Gertrud Barkhorn (ゲルトルート・バルクホルン)
Originaire du Karlsland, elle a le grade de capitaine. Dans la 3e saison elle sera promue chef d'escadron en remplacement de Mio.
Erica Hartmann (エーリカ・ハルトマン)
Originaire du Karlsland, elle a le grade de capitaine. Elle est réputée pour avoir plus de 200 victoires contre les Neuroi.
Charlotte E. Yeager (シャーロット・E・イエーガー)
Originaire de Libérion, "Shirley" a le grade de capitaine.
Francesca Lucchini (フランチェスカ・ルッキーニ)
Originaire de Romagne, elle a le grade d'enseigne.
Eila Ilmatar Juutilainen (エイラ・イルマタル・ユーティライネン)
Originaire de Suomus, elle a le grade d'enseigne. Elle possède un pouvoir de prémonition.
Sanya V. Litvyak (サーニャ・V・リトヴャク)
Originaire d'Orussia, elle a le grade de lieutenant. Préférant rester à l'intérieur pendant la journée, Sanya a été décrite comme « nocturne ».
Perrine H. Clostermann (ペリーヌ・クロステルマン)
Originaire de Gallia, elle a le grade de lieutenant.
Lynette Bishop (リネット・ビショップ)
Originaire de Britannia, elle a le grade de sergent
Shizuka Hattori (服部 静夏)
Originaire de Fuso, elle a le grade de sergent. Dans Le film, elle est chargée d'escorter Yoshika dans une école de médecine en Helvétie. Ayant grandi dans une famille à vocation militaire, elle admire les autres sorcières mais est déconcertée par l'attitude de Yoshika. Elle rejoint officiellement le 501e dans "Strike Witches: Road to Berlin" après le départ de Mio des lignes de front.

### 502nd Joint Fighter Wing - "Brave Witches"
Défense et reconquête d'Orussia et de Karlsland. Bassé a Pétersbourg.
Hikari Karibuchi (雁淵 ひかり)
Originaire de Fuso, elle a le grade de sergent. Elle intègre d'abord l'unité en remplacement de sa sœur Takami dans le coma. Mais elle reste finalement après le réveille de celle-ci.
Takami Karibuchi (雁淵 孝美)
Originaire de Fuso, sœur ainée de Hikari, elle a le grade de capitaine. À la suite d'un combat contre un groupe de Neuroi, Takami épuise presque toute son énergie magique et se retrouve dans le coma.
Gundula Rall (グンドュラ・ラル)
Originaire du Karlsland, elle a le grade de Chef d'escadron et commande l'unité.
Aleksandra I. Pokryshkin (アレクサンドラ・イワーノヴナ・ポクルイーシキン)
Originaire d'Orussia, Elle est appelée Sasha et a le grade de capitaine.
Waltrud Krupinski (ヴァルトルート・クルピンスキー)
Originaire du Karlsland, elle a le grade de lieutenant.
Edytha Roßmann (エディータ・ロスマン)
Originaire du Karlsland, elle a le grade de Sergent-chef.
Nikka Edvardine Katajainen (ニッカ・エドワーディン・カタヤイネン)
Originaire de Suomus, Surnommée Nipa, elle a le grade de sergent-chef. Elle a un pouvoir d'autoguérison. C'est une amie de Eila.
Georgette Lemare (ジョーゼット・ルマール)
Originaire de Gallia, elle a le grade d'enseigne.
Naoe Kanno (管野 直枝)
Originaire de Fuso, elle a le grade d'enseigne.
Sadako Shimohara (下原 定子)
Originaire de Fuso, elle a le grade de sergent-chef.

### 504th Joint Fighter Wing - "Ardor Witches"
Défense de Romagne.
Junko Takei (竹井 醇子)
Originaire de Fuso, elle a le grade de Capitaine.
Fernandia Malvezzi (フェルナンディア・マルヴェッツィ)
Originaire de Romagne, elle a le grade de Lieutenant.
Angela Salas Larrazabal (アンジェラ・サラス・ララサーバル)
Originaire d'Hispania, elle a le grade de Lieutenant.
Luciana Mazzei (ルチアナ・マッツェイ)
Originaire de Romagne, elle a le grade d'enseigne.
Martina Crespi (マルチナ・クレスピ)
Originaire de Romagne, elle a le grade de sergent-chef.
Amaki Suwa (諏訪 天姫)
Originaire de Fuso, elle a le grade d'enseigne.
Nishiki Nakajima (中島 錦)
Originaire de Fuso, elle a le grade d'enseigne.

### 506th Joint Fighter Wing - "Noble Witches"
Défense de Gallia.
Rosalie de Hemricourt de Grunne (ロザリー・ド・エムリコート・ド・グリュンネ)
Originaire de Belgica, elle a le grade de Chef d'escadron et commande l'unité.
Heinrike Prinzessin zu Sayn-Wittgenstein (ハインリーケ・プリンツェシン・ツー・ザイン・ウィトゲンシュタイン)
Originaire du Karlsland, elle a le grade de Chef d'escadron.

### Autres Witches
Ursula Hartmann (ウルスラ・ハルトマン)
Originaire du Karlsland, elle a le grade de capitaine. Elle est la sœur jumelle d'Erica. Elle travaille pour l'Institut de technologie et participe au développement et l'exploitation de nouvelles armes.
Hanna-Justina Wallia Rosalind Sieglinde Marseille  (ハンナ・ユスティーナ・ヴァーリア・ロザリンド・ジークリンデ・マルセイユ)
Originaire du Karlsland, elle a le grade de capitaine. Elle est membre d'une unité d'élite en Afrique.
Raisa Pöttgen (ライーサ・ペットゲン)
Originaire du Karlsland, elle a le grade d'enseigne. Coéquipière de Marseille.
Amelie Planchard (アメリー・プランシャール)
Originaire de Gallia, elle a le grade de sergent. Amie de Perrine
Heidemarie W. Schnaufer (ハイデマリー・W・シュナウファー)
Originaire du Karlsland, elle a le grade de lieutenant. Spécialisée dans le combat de nuit.

### Music Squadron
L'escadron de Musique fut formé en Britannia afin de recruter les sorcières considérées comme « inaptes au combat » en termes de blessures psychiques et mentales, de personnalités ou de compétences. Ses membres utilisent les chansons et la musique pour offrir un moment de paix et de guérison à ceux qui combattent les Neuroi.
Virginia Robertson (ヴァージニア・ロバートソン)
Bien que son passé reste un mystère, Ginny est une fille originaire de la campagne de Britannia et est venue à Londres avec un certain objectif en tête. Elle est accompagnée d'un étrange familier, Moffy. Quand elle était plus jeune, elle a attrapé son familier par hasard après qu'il soit tombé du ciel, devenant ainsi une sorcière. Elle a développé ses pouvoirs magiques sans aucune connaissance de la magie, ni formation. Elle a le grade de sergent.
Shibuya Inori ((渋谷いのり)
Inorin est originaire de Fuso. Elle a le grade de Sergent. Son familier est un chat nommé Okoge. Elle a peur de voler.
Lyudmila Andreyevna Ruslanova (リュドミラ・アンドレエヴナ・ルスラノヴァ)
Milasha est sergent dans l'armée d'Orussia. Son Familier est un chien nommé Olivier. Elle est fan de Aira. Elle ne sait pas viser.
Aira Paivikki Linnamaa (アイラ・ペイヴィッキ・リンナマーァ)
Originaire de Suomus, elle a le grade d 'enseigne et la leader du groupe. C'est la seule sorcière du groupe. Elle a été blessée au combat, ce qui a altéré sa capacité à se battre. Son familier est un loup qui s'appelle Finn.
Eleonore Giovanna Gassion (エレオノール・ジョヴァンナ・ガション)
Ellie est sergent originaire de Gallia. Comme ces capacités de sorcière ont été découvertes tardivement, elle n'a pas pu participer au combat. Son familier est un chat nommé Rio.
Maria Magdalene Dietrich (マリア・マグダレーネ・ディートリヒ)
Sergent-chef originaire de Karlsland. Son familier est un écureuil-volant nommé Flocke. Elle a été démobilisée car elle a une incapacité à se réveiller à tôt le matin.
Silvana Adelaide di Carignano (シルヴァーナ・アデライーデ・ディ・カリニャーノ)
Silvie est une des princesses du duché de Romagne. Elle a le grade de sergent. Malgré ses compétences en tant que sorcière, elle n'a jamais combattu et a été transférée entre différentes unités, probablement en raison de son statut royal. Son familier est un mouton qui se nomme Pekorus.
Manaia Matawhaura Hato (マナイア・マタワウラ・ハト)
Originaire de New Zeiland, Mana a le grade de sergent. Elle n'a jamais combattu étant assigné a la défense de sa base. Son familier est un kiwi nommé Kyuu-chan.
Joanna Elizabeth Stafford (ジョアンナ・エリザベス・スタッフォード)
Jo est originaire de New-york. Elle est sergent-chef dans l'armée de Liberion. Son familier s'appelle Smile. Elle s'est enrôlée afin de soutenir ses huit jeunes frères à la place de ses parents malades, mais elle a le mal de mer.
Grace Maitland Steward (グレイス・メイトランド・スチュワード)
Ancienne sorcière et manager du groupe, originaire du Liberion.

## Médias

### Animation
Un OAV réalisée par Kunihisa Sugishima et produit par Gonzo est sortie le 1er janvier 2007. Il sert de pilote à la série.

### Jeux vidéo
Anime adapté en 4 jeux vidéo, c'est un shoot 'em up sorti en 2010 par Cyberfront, Yōko Ishida chante dans l'anime comme dans les jeux : 
- Xbox 360 Strike Witches: Silver Wing (Shirogane no Tsubasa)[3]
- Nintendo DS
  - Strike Witches 2: Heal, Cure and Do Puni Puni
  - Sutoraiku Witchīzu: Sōkū no Dengekisen - Shin Taicho Funtousuru (jeu de simulation 2009 de Russell Games).
- PlayStation 2 Strike Witches: What I Can Do Along With You - A Little Peaceful Days[4].